# Bukov prelec
Bukov prelec (znanstveno ime Stauropus fagi) je vrsta metulja iz družine hrbtorožk, ki poseljuje palearktiko, razen Severne Afrike in je lahko škodljivec v bukovih gozdovih. 

## Opis
Odrasel metulj ima razpon kril med 40 in 70 mm. Prednja krila so siva do sivo ali zeleno-rjava in imajo po sredini nazobčan svetel pas. Zadnji par kril je podobne barve, le da je brez vzorca. Ličinka je gosenica, ki v zadnji fazi doseže dolžino do okoli 70 mm. Gosenica in buba sta podobni jastogu, po čemer je vrsta dobila angleško ime (lobster moth).

## Biologija
Gosenice se v prvem stadiju  hranijo z ostanki svojega jajčeca in pri obnašanju posnemajo mravlje ali majhne pajke. V tej fazi gosenice hrabro branijo ostanke jajčeca in napadejo vsako žival, ki se jim preveč približa. Po prvi levitvi se začnejo gosenice hraniti z listi gostiteljske rastline. V kasnejših stadijih postaja gosenica vse večja, povsem pa se spremeni tudi njen zunanji izgled. Glava postane večja, noge se podaljšajo, od četrtega do sedmega segmenta telesa pa se na hrbtu pojavijo izbokline. Barva gosenic v teh stadijih je rdečkasto rjava, napadene gosenice pa se zvijejo v nenavadno pozo z nogami iztegnjenimi naprej in glavo spodvito nazaj proti hrbtu. Buba je obdana z močnim kokonom, ki je pritrjen med odmrlo listje na koncu vej. V tem kokonu buba prezimi, iz nje pa naslednjo pomlad do maja do julija izletijo odrasli metulji.